# Unione Sportiva Latina Calcio 2012-2013
Questa voce raccoglie le informazioni riguardanti l'Unione Sportiva Latina Calcio nelle competizioni ufficiali della stagione 2012-2013.

## Stagione
Nella stagione 2012-2013 il Latina disputa il secondo campionato di fila in Prima Divisione. Inizia il torneo con una sconfitta (3-1) a Pisa all'esordio, quindi la squadra si riscatta prontamente nella seconda giornata battendo di misura il Catanzaro con rete di Dario Barraco. La gara ha festosamente suggellato la nomina del nuovo Presidente, che per la prima volta nella storia del club è una donna, l'imprenditrice Paola Cavicchi, che succede a Michele Condò. I nerazzurri arrivano poi alla vigilia del derby con il Frosinone, giocato il 14 ottobre 2012 (0-0), primi a pari punti con i giallo-azzurri.
Al giro di boa la squadra è Campione d'inverno. Il girone di ritorno inizia con la vittoria (1-0) contro il Pisa, poi ottiene tre punti, prima dati e poi tolti a tavolino per la "buca" creatasi sul tappeto del Marcello Torre, che ha impedito di concludere la gara di Pagani, per poi battere il Catanzaro anche al Ceravolo consolidando il suo primato. A partire dal derby perso contro il Frosinone e giocato il 3 marzo 2013, la squadra inanella tre punti in cinque partite, compresa la gara della "buca" formatasi sul campo di Pagani che ha impedito alla partita di essere portata a termine, con la gara prima assegnata (0-3) alla Paganese e poi rigiocata e pareggiata (1-1) l'11 marzo, perdendo così il primato in favore dell'Avellino e vedendosi raggiunta in classifica anche dal Perugia.
All'indomani della sconfitta di misura con il Benevento, che ha segnato il sesto turno consecutivo senza vittorie in campionato nonché il terzo stop di fila lontano da casa per la compagine nerazzurra, la dirigenza decide di esonerare Fabio Pecchia e di richiamare Stefano Sanderra, il fautore della promozione in Prima Divisione.
Il 21 aprile 2013 la squadra, dopo aver vinto (1-2) a Viareggio (con ancora Pecchia in panchina), pareggia (1-1) al Francioni, aggiudicandosi la finale della Coppa Italia di Lega Pro. Si tratta in assoluto del primo trofeo vinto nella storia dai nerazzurri dopo la promozione in Prima Divisione del 2011.
Il Latina conclude il campionato in terza posizione con 53 punti, alle spalle dell'Avellino promosso diretto, e accede ai Play-off dove affronta in semifinale la Nocerina. Dopo aver perso (1-0) la partita di andata, il Latina vince (1-0) in casa al ritorno e conquista la finale grazie al miglior piazzamento in campionato rispetto agli avversari. In finale la squadra laziale affronta il Pisa: l'andata, giocata in Toscana, termina 0-0, mentre il ritorno allo stadio Francioni vede i padroni di casa vincere in rimonta (3-1) e conquistare la prima storica promozione in Serie B, preceduta dal trionfo nella Coppa Italia di Lega Pro.

## Rosa
| N. |                      | Ruolo | Calciatore               |
| -- | -------------------- | ----- | ------------------------ |
|    | Italia (bandiera)    | D     | Giuseppe Toscano         |
|    | Italia (bandiera)    | P     | Giacomo Bindi            |
|    | Italia (bandiera)    | P     | Matteo Forzati           |
|    | Malta (bandiera)     | D     | Andrei Agius             |
|    | Italia (bandiera)    | D     | Matteo Bruscagin         |
|    | Italia (bandiera)    | D     | Marcello Cottafava       |
|    | Italia (bandiera)    | D     | Andrea Giallombardo      |
|    | Italia (bandiera)    | D     | Andrea Milani (capitano) |
|    | Italia (bandiera)    | D     | Federico Celli           |
|    | Italia (bandiera)    | D     | Roberto De Giosa         |
|    | Italia (bandiera)    | D     | Claudio Cafiero          |
|    | Italia (bandiera)    | D     | Vincenzo Casale          |
|    | Italia (bandiera)    | C     | Salvatore Burrai         |
|    | Argentina (bandiera) | C     | Maximiliano Cejas        |

| N. |                     | Ruolo | Calciatore             |
| -- | ------------------- | ----- | ---------------------- |
|    | Italia (bandiera)   | C     | Dario Barraco          |
|    | Italia (bandiera)   | C     | Luca Ricciardi         |
|    | Italia (bandiera)   | C     | Simone Addessi         |
|    | Italia (bandiera)   | C     | Alberto Gerbo          |
|    | Italia (bandiera)   | C     | Pierpaolo Bucciarelli  |
|    | Brasile (bandiera)  | C     | Luís Gabriel Sacilotto |
|    | Brasile (bandiera)  | A     | Jefferson              |
|    | Italia (bandiera)   | A     | Alessandro Tulli       |
|    | Nigeria (bandiera)  | A     | Kolawole Agodirin      |
|    | Italia (bandiera)   | A     | Gianmarco Peressini    |
|    | Italia (bandiera)   | A     | Manuel Angelilli       |
|    | Italia (bandiera)   | A     | Antonio Schetter       |
|    | Lituania (bandiera) | A     | Tomas Danilevičius     |

## Risultati

### Lega Pro Prima Divisione

#### Girone di andata
| Arbitro: | Abisso (Palermo) |

|                                               |           |             |
| G. Tulli 37’ Favasuli 55’ (rig.) Barberis 86’ | Marcatori | 89’ Barraco |

| Arbitro: | Maresca (Napoli) |

|             |           |  |
| Barraco 68’ | Marcatori |  |

| Arbitro: | Mangialardi (Pistoia) |

|  |           |              |
|  | Marcatori | 75’ Agodirin |

| Arbitro: | Illuzzi (Molfetta) |

|             |           |  |
| Barraco 17’ | Marcatori |  |

| Arbitro: | Saia (Palermo) |

|                |           |               |
| Magnaghi 90+2’ | Marcatori | 22’ Cottafava |

| Arbitro: | Brasi (Seregno) |

|               |           |                                                 |
| La Mantia 70’ | Marcatori | 39’ Agodirin 42’ (rig.) Tortolano 65’ Cottafava |

| Latina 14 ottobre 2012, ore 20:30 CEST 7ª giornata | Latina          | 0 – 0 | Frosinone | Stadio Domenico Francioni\| Arbitro: \| Ros (Pordenone) \| |
| Arbitro:                                           | Ros (Pordenone) |       |           |                                                            |

| Arbitro: | Ghersini (Genova) |

|  |           |                    |
|  | Marcatori | 74’ (rig.) Barraco |

| Arbitro: | Merlino (Udine) |

|                                          |           |                |
| Tortolano 7’ Barraco 45+2’ Sacilotto 62’ | Marcatori | 13’ D. Ciofani |

| Arbitro: | Minelli (Varese) |

|                                                   |           |  |
| Disabato 63’ Napoli 71’ Tiboni 79’ Silva Reis 88’ | Marcatori |  |

| Arbitro: | Cifelli (Campobasso) |

|                                   |           |                                    |
| A. Tulli 90+2’ Cejas 90+4’ (rig.) | Marcatori | 15’ (rig.) M. Mancosu 64’ Cipriani |

| Arbitro: | Saia |

|                 |           |             |
| L. Castaldo 31’ | Marcatori | 75’ Cafiero |

| Arbitro: | Ripa (Nocera Inferiore) |

|                                 |           |  |
| Burrai 25’ Sandreani 28’ (aut.) | Marcatori |  |

| Arbitro: | Chiffi (Padova) |

|              |           |               |
| Caturano 29’ | Marcatori | 46’ Jefferson |

| Arbitro: | Pelagatti (Arezzo) |

|              |           |  |
| Agodirin 15’ | Marcatori |  |

#### Girone di ritorno
| Arbitro: | Chiffi (Padova) |

|             |           |  |
| Barraco 21’ | Marcatori |  |

| Arbitro: | Albertini (Ascoli Piceno) |

|            |           |                                             |
| Masini 85’ | Marcatori | 20’ Agodirin 73’ Danilevicius 84’ Ricciardi |

| Arbitro: | Minelli (Varese) |

|             |           |                              |
| Barraco 24’ | Marcatori | 10’ (rig.) Mazzeo 10’ (rig.) |

| Arbitro: | Ghersini (Genova) |

|               |           |                          |
| Tortolano 39’ | Marcatori | 73’ Barraco 82’ Agodirin |

| Arbitro: | Casaluci (Lecce) |

|                     |           |  |
| Martella 74’ (aut.) | Marcatori |  |

| Arbitro: | Mangialardi (Pistoia) |

|                           |           |  |
| Barraco 72’ Jefferson 88’ | Marcatori |  |

| Arbitro: | Aureliano (Bologna) |

|                                   |           |               |
| Aurelio 6’ D. Carrus 45+3’ (rig.) | Marcatori | 89’ Jefferson |

| Arbitro: | Lanza (Torino) |

|               |           |                  |
| Cottafava 22’ | Marcatori | 77’ R. Innocenti |

| Arbitro: | Abisso (Palermo) |

|                        |           |               |
| Politano 40’ Nicco 80’ | Marcatori | 87’ Jefferson |

| Arbitro: | Cifelli (Campobasso) |

|                      |           |            |
| Jefferson 49’ (rig.) | Marcatori | 66’ Essabr |

| Arbitro: | Ghersini (Genova) |

|             |           |  |
| Marotta 49’ | Marcatori |  |

| Arbitro: | Sacchi (Macerata) |

|                      |           |            |
| Jefferson 45+1’ (52) | Marcatori | 88’ Zigoni |

| Arbitro: | Pezzuto (Lecce) |

|                             |           |           |
| Briganti 50’ Caccavallo 74’ | Marcatori | 42’ Gerbo |

| Arbitro: | Minelli (Varese) |

|                                            |           |  |
| Cejas 40’ Barraco 48’ Giacomini 61’, 90+3’ | Marcatori |  |

| Arbitro: | Saia (Palermo) |

|                    |           |                  |
| Corrent 33’ (rig.) | Marcatori | 72’ Danilevicius |

### Play-off
| Arbitro: | Ghersini (Genova) |

|            |           |  |
| Baldan 68’ | Marcatori |  |

| Arbitro: | Saia (Palermo) |

|               |           |  |
| Dario Barraco | Marcatori |  |

| Pisa 9 giugno 2013, ore 16:00 CEST Finale - Andata | Pisa            | 0 – 0 | Latina | Stadio Romeo Anconetani\| Arbitro: \| Chiffi (Padova) \| |
| Arbitro:                                           | Chiffi (Padova) |       |        |                                                          |

| Arbitro: | Minelli (Varese) |

|                                       |           |              |
| Jefferson 45+1’ Cejas 98’ Burrai 107’ | Marcatori | 19’ Barberis |

### Coppa Italia Lega Pro

#### Girone M
| Squadra    | P.ti | G | V | N | P | GF | GS | DR |
| ---------- | ---- | - | - | - | - | -- | -- | -- |
| 1. Aprilia | 3    | 2 | 1 | 0 | 1 | 3  | 2  | +1 |
| 2. Latina  | 3    | 2 | 1 | 0 | 1 | 2  | 2  | 0  |
| 3. Fondi   | 3    | 2 | 1 | 0 | 1 | 2  | 3  | -1 |

| Arbitro: | Di Martino (Teramo) |

|  |           |                                     |
|  | Marcatori | 36’ (rig.) Calderini 48’ N. Ferrari |

| Arbitro: | Capilungo (Lecce) |

|  |           |                            |
|  | Marcatori | 77’ De Giosa 88’ Tortolano |

#### Fase ad eliminazione
| Arbitro: | Guccini (Albano Laziale) |

|                                      |                      |                                  |
| Tortolano 43’ (rig.)                 | Marcatori            | 55’ (rig.) Scarpa                |
| A. Montalto De Giosa Jefferson Agius | Tiri di rigore 4 – 2 | Tortori Girardi Romano D. Franco |

| Arbitro: | Strocchia (Nola) |

|                                         |           |  |
| Pagliaroli 11’ Di Bartolomeo 72’ (aut.) | Marcatori |  |

#### Girone D
| Squadra      | P.ti | G | V | N | P | GF | GS | DR |
| ------------ | ---- | - | - | - | - | -- | -- | -- |
| 1. Latina    | 3    | 2 | 1 | 0 | 1 | 3  | 2  | +1 |
| 2. Trapani   | 3    | 2 | 1 | 0 | 1 | 2  | 2  | 0  |
| 3. Benevento | 3    | 2 | 1 | 0 | 1 | 1  | 2  | -1 |

| Arbitro: | Bietolini (Firenze) |

|                              |           |              |
| Docente 60’ Romeo 90’ (rig.) | Marcatori | 5’ Bruscagin |

| Arbitro: | Giovani (Grosseto) |

|                                 |           |  |
| Burrai 43’ (rig.) Jefferson 84’ | Marcatori |  |

#### Semifinale
| Arbitro: | Benassi (Bologna) |

|  |           |                        |
|  | Marcatori | 4’ Agius 80’ Ricciardi |

| Arbitro: | Sacchi (Macerata) |

|               |           |                    |
| Jefferson 54’ | Marcatori | 6’ Falco 47’ Dramé |

### Finale
| Arbitro: | Saia (Palermo) |

|                   |           |                          |
| E. Pellegrini 46’ | Marcatori | 61’ Jefferson 86’ Burrai |

| Arbitro: | Maresca (Napoli) |

|                     |           |              |
| Burrai 90+7’ (rig.) | Marcatori | 42’ Magnaghi |